# Rothschildia luciana
Rothschildia luciana är en fjärilsart som beskrevs av Rothschild 1907. Rothschildia luciana ingår i släktet Rothschildia och familjen påfågelsspinnare. Inga underarter finns listade.